# Lutjanus rivulatus
Lutjanus rivulatus är en fiskart som först beskrevs av Cuvier 1828.  Lutjanus rivulatus ingår i släktet Lutjanus och familjen Lutjanidae. Inga underarter finns listade i Catalogue of Life.